# Volkodav. Ostatni z rodu Szarych Psów
Volkodav. Ostatni z rodu Szarych Psów (ros. Волкодав из рода Серых Псов, Wołkodaw iz roda Sierych Psow) – film fantasy produkcji rosyjskiej w reżyserii Nikołaja Lebiediewa, ekranizacja powieści Marii Siemionowej, wydanej w Polsce pod tytułem Wilczarz.
W 2006 zrealizowany został dwunastoodcinkowy serial Mołodoj Wołkodaw (ros. Молодой Волкодав), stanowiący prequel filmu i opowiadający o młodości Wołkodawa.

## Fabuła
Tytułowy bohater jest ostatnim przedstawicielem swojego klanu. W dzieciństwie był świadkiem morderstwa dokonanego na jego rodzicach. Sam ocalał, jako niewolnik zabójców. W wieku dojrzałym zajął się poszukiwaniem sprawców mordu. W trakcie poszukiwań towarzyszy mu niewidomy mag mający moc przywracania życia, piękna księżniczka, dziewczyna oraz matrona i nietoperz. Według krytyka, Marcina Niemojewskiego film grzeszy nadmiarem klisz i powierzchownością, jest przewidywalny, a postacie są płaskie i oczywiste.

## Obsada
- Aleksandr Bucharow – Wołkodaw
- Oksana Akińszyna – Kniaziówna Helena
- Andriej Rudienskij – Tilorn
- Jewgienija Swiridowa – Niilit
- Aleksandr Domogarow – Ludojad
- Leonid Kułagin – Kniaź
- Anatolij Biełyj – Winitar
- Igor Pietrienko – Łuczezar
- Siergiej Miller – Jednooki
- Natalja Warlej – matka Kendarat
- Artiom Siemakin – Ewrik
- Lilian Nawrozaszwili – Ertan
- Pasza Mielenczuk – młody Wołkodaw
- Marija Swikiriewa – matka Wołkodawa
- Aleksiej Korolow – ojciec Wołkodawa
- Juozas Budraitis – Dungorm
- Nina Usatowa – przywódczyni chariuków
- Piotr Zajczenko – Fitela

## Produkcja
Zdjęcia kręcone były na Słowacji, w okolicach Popradu (kraj preszowski).